# Luka Božičković
Luka Božičković (ur. 2 września 2003) – bośniacki piłkarz niemieckiego pochodzenia grający na pozycji pomocnika w klubie NK Nafta 1903.

## Kariera juniorska
Božičković grał jako junior w Concordii Hamburg (do 2017) i Hamburgerze SV (2017–2022). 

## Kariera seniorska

### NK Maribor
Božičković przeszedł do NK Maribor 1 lipca 2022. Zadebiutował dla nich 4 sierpnia 2022 w meczu kwalifikacji do Ligi Europy z HJK Helsinki (przeg. 0:2). Pierwszą bramkę zdobył 18 września 2022 w wygranym 0:5 spotkaniu przeciwko NK Radomlje. Łącznie dla NK Maribor Božičković rozegrał 16 meczów strzelając jednego gola.

### FC Voluntari
Božičković przeniósł się do FC Voluntari 14 września 2023. Debiut dla nich zaliczył 30 września 2023 w meczu z UT Arad (0:0). Ostatecznie w barwach tego klubu wystąpił on 5 razy nie zdobywając żadnej bramki.

### FK Sloga Doboj
Božičković trafił do FK Sloga Doboj 18 stycznia 2024. Zadebiutował dla nich 11 lutego 2024 w meczu Pucharu Bośni i Hercegowiny z FK Igman Konjic (wyg. 1:0). Pierwszą bramkę zdobył 28 lutego 2024 w przegranym 4:2 spotkaniu Pucharu Bośni i Hercegowiny przeciwko HŠK Posušje. Łącznie dla FK Sloga Doboj rozegrał on 18 meczów strzelając jednego gola.

### NK Nafta 1903
Božičković przeszedł do NK Nafta 1903 1 lipca 2024. Debiut dla nich zaliczył 20 lipca 2024 w przegranym 1:0 spotkaniu przeciwko NŠ Mura.

## Kariera reprezentacyjna
| Mecze i gole w reprezentacji | Mecze i gole w reprezentacji | Mecze i gole w reprezentacji | Mecze i gole w reprezentacji | Mecze i gole w reprezentacji | Mecze i gole w reprezentacji | Mecze i gole w reprezentacji | Mecze i gole w reprezentacji              |
| Bośnia i Hercegowina U-17    | Bośnia i Hercegowina U-17    | Bośnia i Hercegowina U-17    | Bośnia i Hercegowina U-17    | Bośnia i Hercegowina U-17    | Bośnia i Hercegowina U-17    | Bośnia i Hercegowina U-17    | Bośnia i Hercegowina U-17                 |
| Lp.                          | Data                         | Miejsce                      | Gospodarz                    | Gość                         | Wynik                        | Gol                          | Rozgrywki                                 |
| ---------------------------- | ---------------------------- | ---------------------------- | ---------------------------- | ---------------------------- | ---------------------------- | ---------------------------- | ----------------------------------------- |
| 1.                           | 13.06.2019                   | Zenica                       | Bośnia i Hercegowina U-17    | Azerbejdżan U-17             | 3:0                          |                              | Mecz towarzyski                           |
| 2.                           | 15.06.2019                   | Zenica                       | Bośnia i Hercegowina U-17    | Azerbejdżan U-17             | 0:0                          |                              | Mecz towarzyski                           |
| 3.                           | 03.09.2019                   | Kakanj                       | Bośnia i Hercegowina U-17    | Walia U-17                   | 2:0                          |                              | Mecz towarzyski                           |
| 4.                           | 09.09.2019                   | Kakanj                       | Bośnia i Hercegowina U-17    | Walia U-17                   | 1:0                          |                              | Mecz towarzyski                           |
| 5.                           | 25.09.2019                   | Kaarina                      | Mołdawia U-17                | Bośnia i Hercegowina U-17    | 0:3                          |                              | Mistrzostwa Europy U-17 2020 – eliminacje |
| 6.                           | 28.09.2019                   | Kaarina                      | Finlandia U-17               | Bośnia i Hercegowina U-17    | 2:1                          |                              | Mistrzostwa Europy U-17 2020 – eliminacje |
| 7.                           | 01.10.2019                   | Salo                         | Czechy U-17                  | Bośnia i Hercegowina U-17    | 4:1                          |                              | Mistrzostwa Europy U-17 2020 – eliminacje |
| Bośnia i Hercegowina U-19    |                              |                              |                              |                              |                              |                              |                                           |
| Lp.                          | Data                         | Miejsce                      | Gospodarz                    | Gość                         | Wynik                        | Gol                          | Rozgrywki                                 |
| 1.                           | 05.09.2021                   | Bijeljina                    | Bośnia i Hercegowina U-19    | Rumunia U-19                 | 1:5                          |                              | Mecz towarzyski                           |
| 2.                           | 07.09.2021                   | Bijeljina                    | Bośnia i Hercegowina U-19    | Rumunia U-19                 | 1:0                          |                              | Mecz towarzyski                           |
| Bośnia i Hercegowina U-21    |                              |                              |                              |                              |                              |                              |                                           |
| Lp.                          | Data                         | Miejsce                      | Gospodarz                    | Gość                         | Wynik                        | Gol                          | Rozgrywki                                 |
| 1.                           | 25.11.2022                   | Płowdiw                      | Bułgaria U-21                | Bośnia i Hercegowina U-21    | 0:3                          |                              | Mecz towarzyski                           |
| 2.                           | 20.06.2023                   | Stambuł                      | Turcja U-21                  | Bośnia i Hercegowina U-21    | 4:1                          |                              | Mecz towarzyski                           |
| 3.                           | 22.03.2024                   | Murska Sobota                | Słowenia U-21                | Bośnia i Hercegowina U-21    | 3:0                          |                              | Mistrzostwa Europy U-21 2025 – eliminacje |
| 4.                           | 05.06.2024                   | Konjic                       | Bośnia i Hercegowina U-21    | Macedonia Północna U-21      | 2:1                          |                              | Mecz towarzyski                           |
| 5.                           | 15.10.2024                   | Sarajewo                     | Bośnia i Hercegowina U-21    | Cypr U-21                    | 1:3                          |                              | Mistrzostwa Europy U-21 2025 – eliminacje |